# 林笑峰
林笑峰（1927年—），男，山东荣成人，中国体育学家，曾任第七、八届全国政协委员。